# 张毓茂
张毓茂（1935年6月—2019年2月3日），男，汉族，辽宁盖州人，中华人民共和国政治人物，曾任民盟辽宁省委会副主委、主委，民盟第五届、六届中央委员，第七届、八届、九届中央副主席，辽宁省政协副主席，第八届、九届、十届全国人大常委会委员，被誉为“萧军研究领军人物”。

## 生平
1960年毕业于北京大学中文系汉语言文学专业。。
1984年3月加入中国民主同盟。1998年3月，第九届全国人大第一次会议上，他当选全国人民代表大会常务委员会委员。2002年12月19日，民主同盟举行九届一中全会，他当选为民盟中央主席。